# Museu Van Gogh
El Museu Van Gogh (en neerlandès: Van Gogh Museum) és un museu d'art situat a Amsterdam (Països Baixos), a la Museumplein, lloc on hi ha altres museus destacats. Conté una col·lecció d'obres del pintor neerlandès Vincent Van Gogh.

## Història
En morir Vincent Van Gogh, a l'edat de 37 anys, va deixar un llegat extens de la seva obra d'aproximadament 900 pintures i uns 1.100 dibuixos. D'aquestes obres, havia assolit de vendre'n poques i regalat algunes a les seves amistats. Els seus béns van ser heretats pel seu germà menor, el comerciant d'art Theo van Gogh. Aquest havia col·leccionat, a més de les obres del seu germà Vincent, obres dels artistes Paul Gauguin, Henri de Toulouse-Lautrec, Léon Lhermitte i Jean-François Millet. Lamentablement, Theo va morir un any després de Vincent, per la qual cosa l'herència va ser administrada per la seva vídua, Johanna van Gogh. Ella va tornar als Països Baixos, on va organitzar les primeres exhibicions de les obres de Vincent Van Gogh i va contribuir fonamentalment a la difusió i el coneixement públic de l'artista.
El 1905, va tenir lloc la primera gran exposició al Stedelijk Museum, a Amsterdam, mentre que el Rijksmuseum es va negar a acceptar obres de Vincent en préstec. A causa que Vincent va fer diverses versions del mateix tema, Johanna van Gogh va poder vendre algunes pintures de la col·lecció, sense fer l'efecte general de reduir-la. Johanna van Gogh va promoure, també primerencament, la publicació de les cartes del seu marit en diversos idiomes. Després de la mort de Johanna van Gogh, el fill, l'enginyer Vincent Willem van Gogh (1890-1978), va heretar la col·lecció. Va posar la col·lecció a disposició de diversos museus en qualitat de préstec, fins que el 1960 va crear la Fundació Vincent Van Gogh, la qual va encomanar la col·lecció.
Les pintures es van exhibir en exposició permanent al Stedelijk Museum, fins que el 1973 el Museu Van Gogh va obrir-ne les portes.

## Edifici
El museu consta de dos edificis. La construcció original és obra de l'arquitecte neerlandès Gerrit Rietveld (1888-1964) i va ser inaugurat el 1973. L'arquitecte de l'ala d'exposicions va ser Kisho Kurokawa, la qual va ser acabada el 1999 per Gojko.

## Col·lecció
El museu inclou més de 200 pintures de Vincent Van Gogh de tots els seus períodes de creació i uns 400 dibuixos. De les obres principals exposades, es troba Els comensals de papes, La recambra d'Arle i una versió dels "gira-sols". A més, el museu té la custòdia de la majoria de les cartes de Vincent Van Gogh.
La col·lecció d'obres d'artistes del segle xix iniciada per Theo van Gogh ha estat estesa contínuament amb recursos de la fundació, de manera que el museu disposa d'obres d'artistes com: Alma-Tadema, Émile Bernard, Boulanger, Breton, Caillebotte, Courbet, Couture, Daubigny, Denis, Gauguin, Israëls, Jongkind, Manet, Mauve, Millet, Monet, Pissarro, Puvis de Chavannes, Redon, Seurat, Signac, Toulouse-Lautrec, Van Dongen i Von Stuck.

## Obres en exhibició

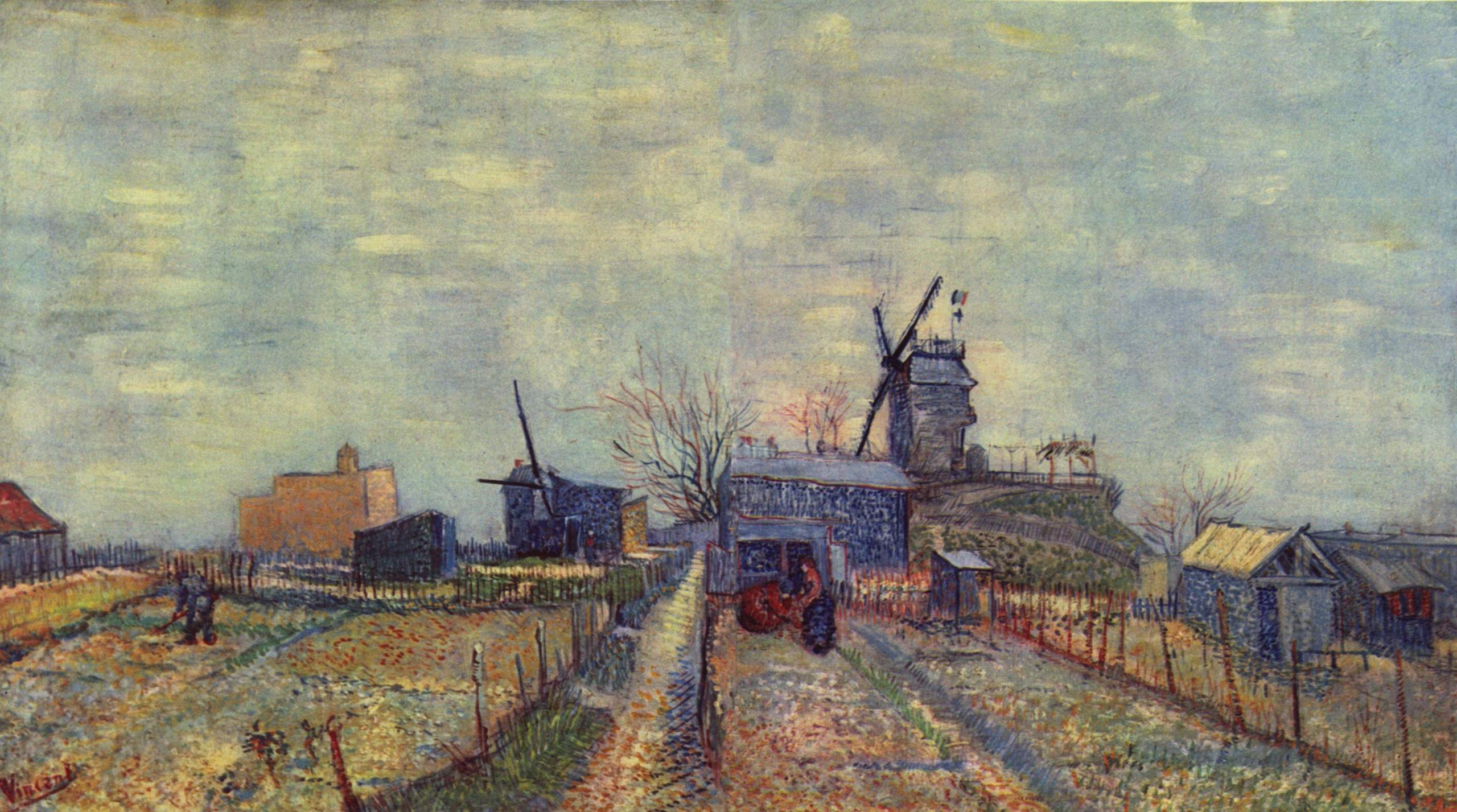
Vincent van Gogh: Jardí de verdures a Montmartre
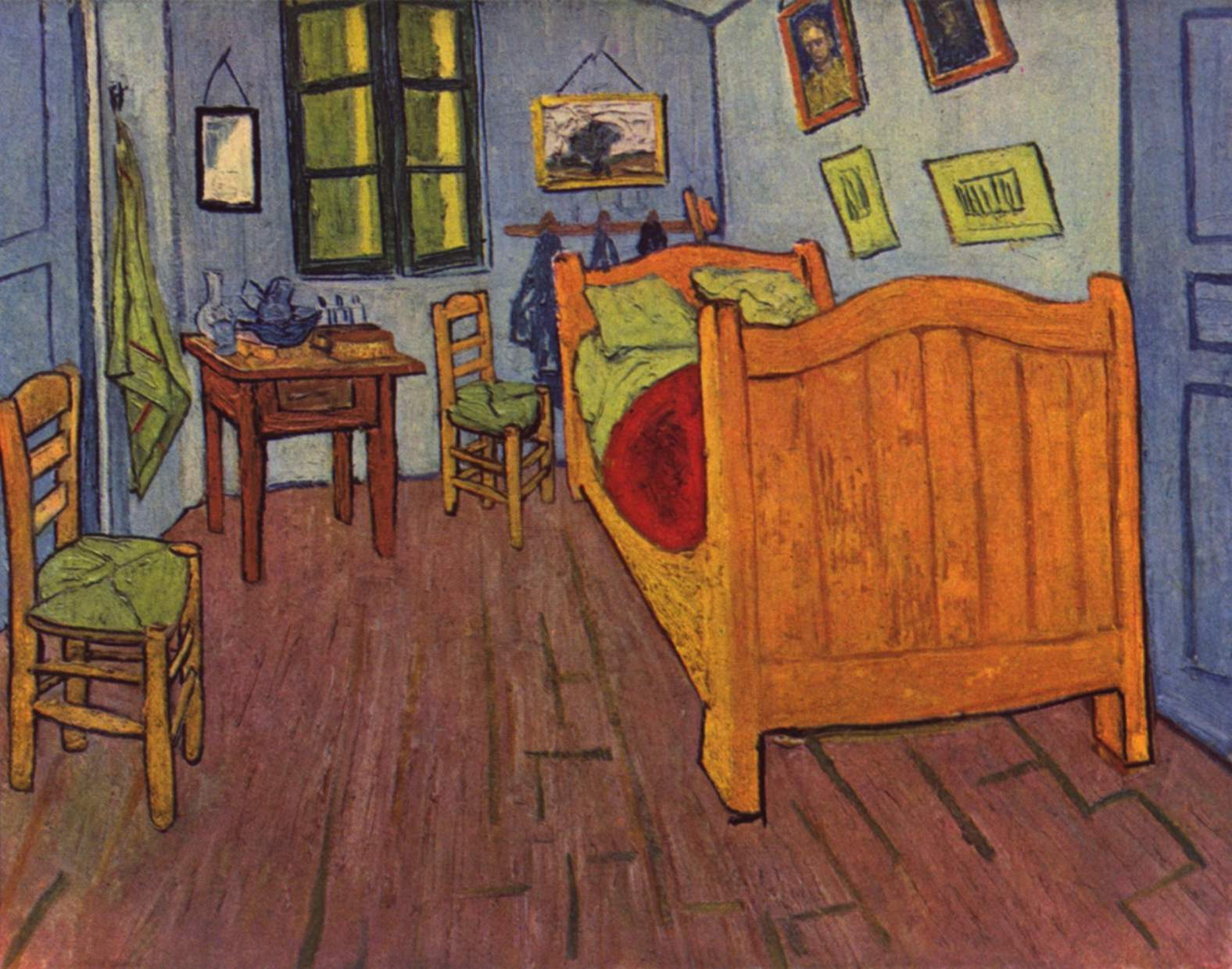
Vincent van Gogh: El dormitori de Van Gogh a Arle
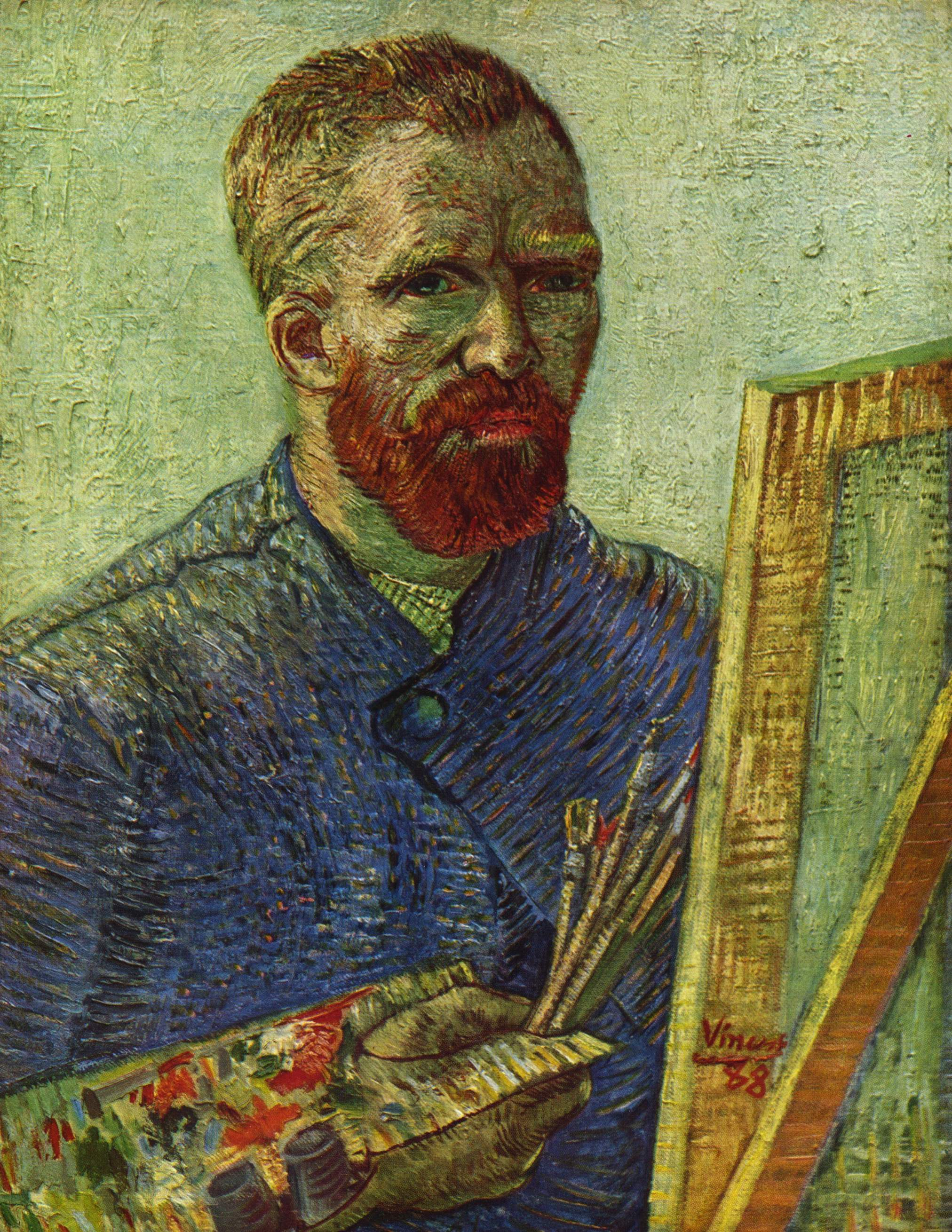
Vincent van Gogh: Autoretrat davant el bastidor
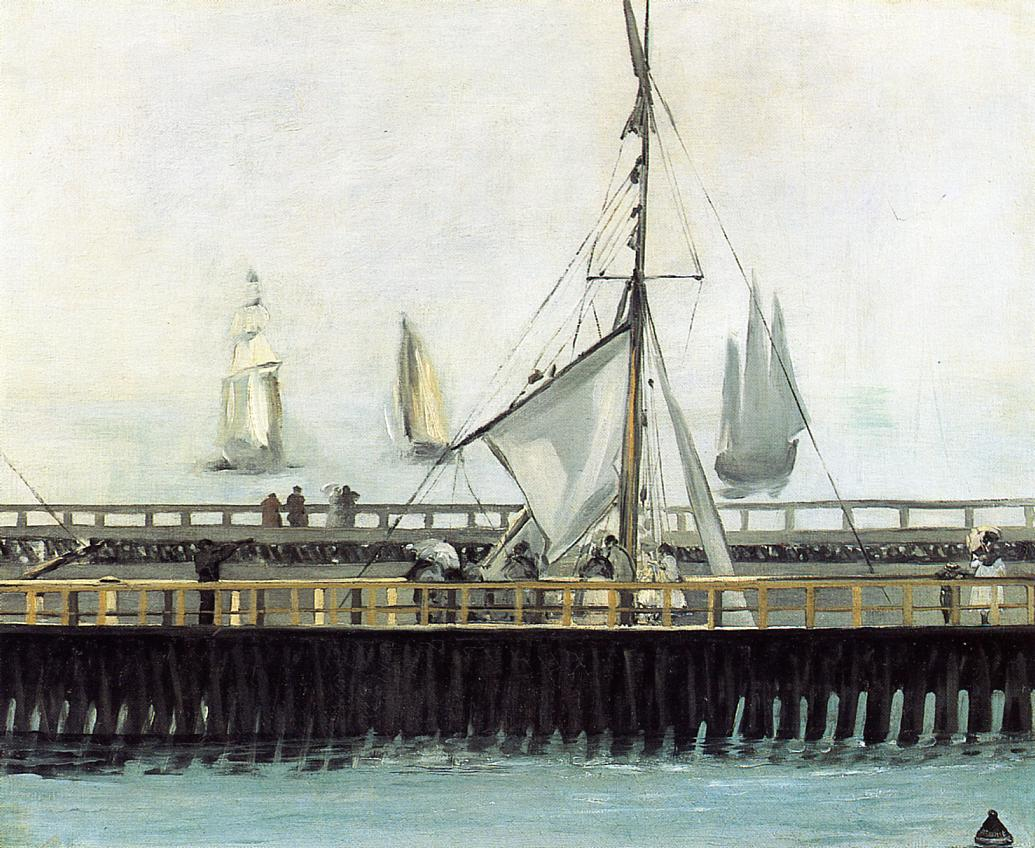
Edouard Manet: El moll de Boulogne
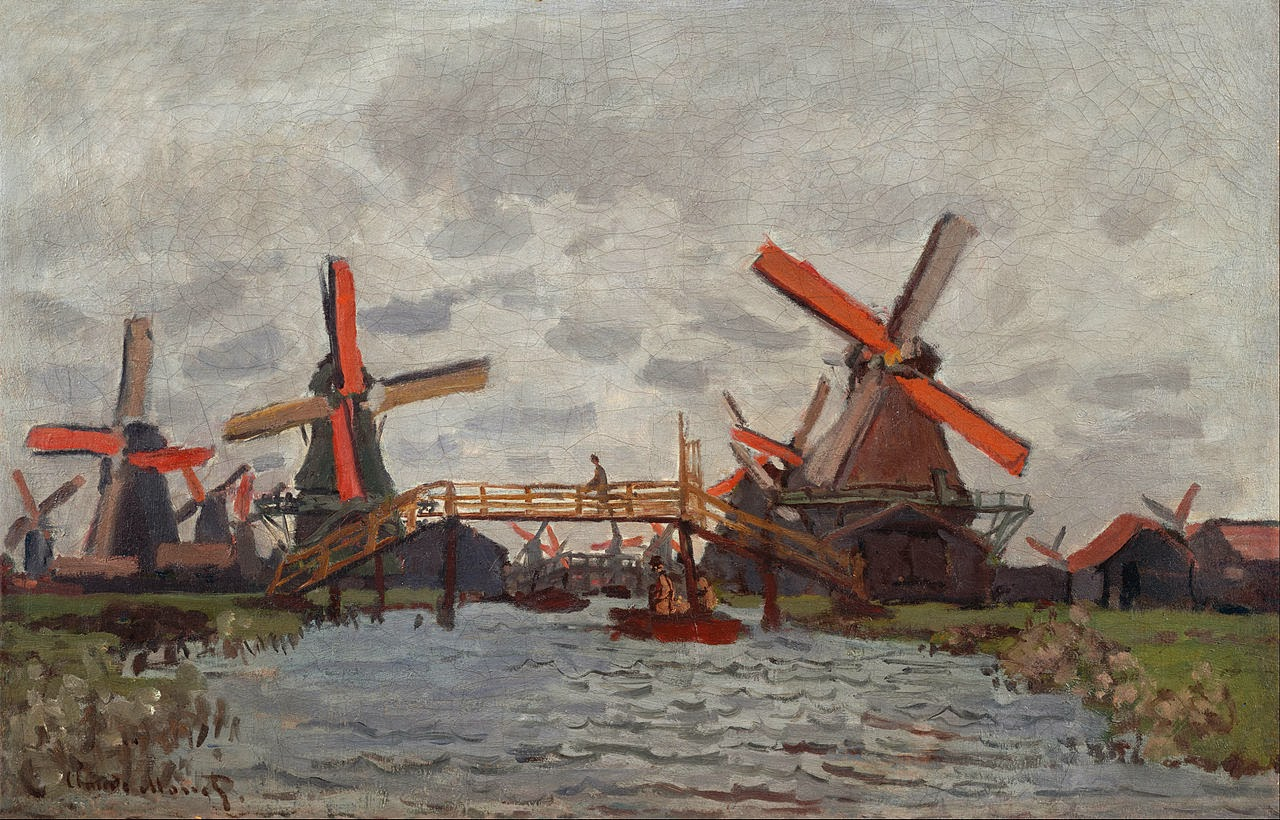
Claude Monet: Molins de vent a la rodalia de Zaandam
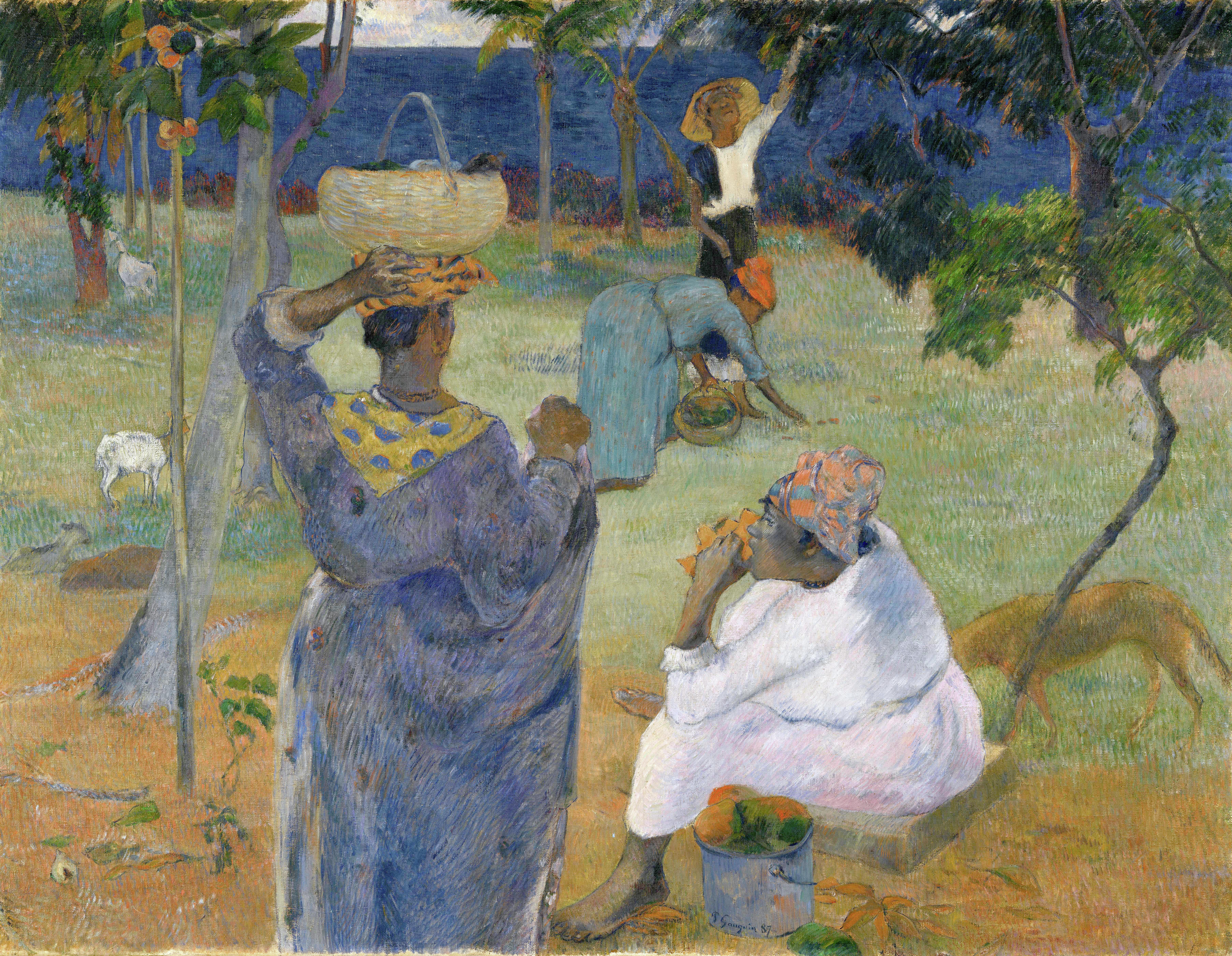
Paul Gauguin: Mangos
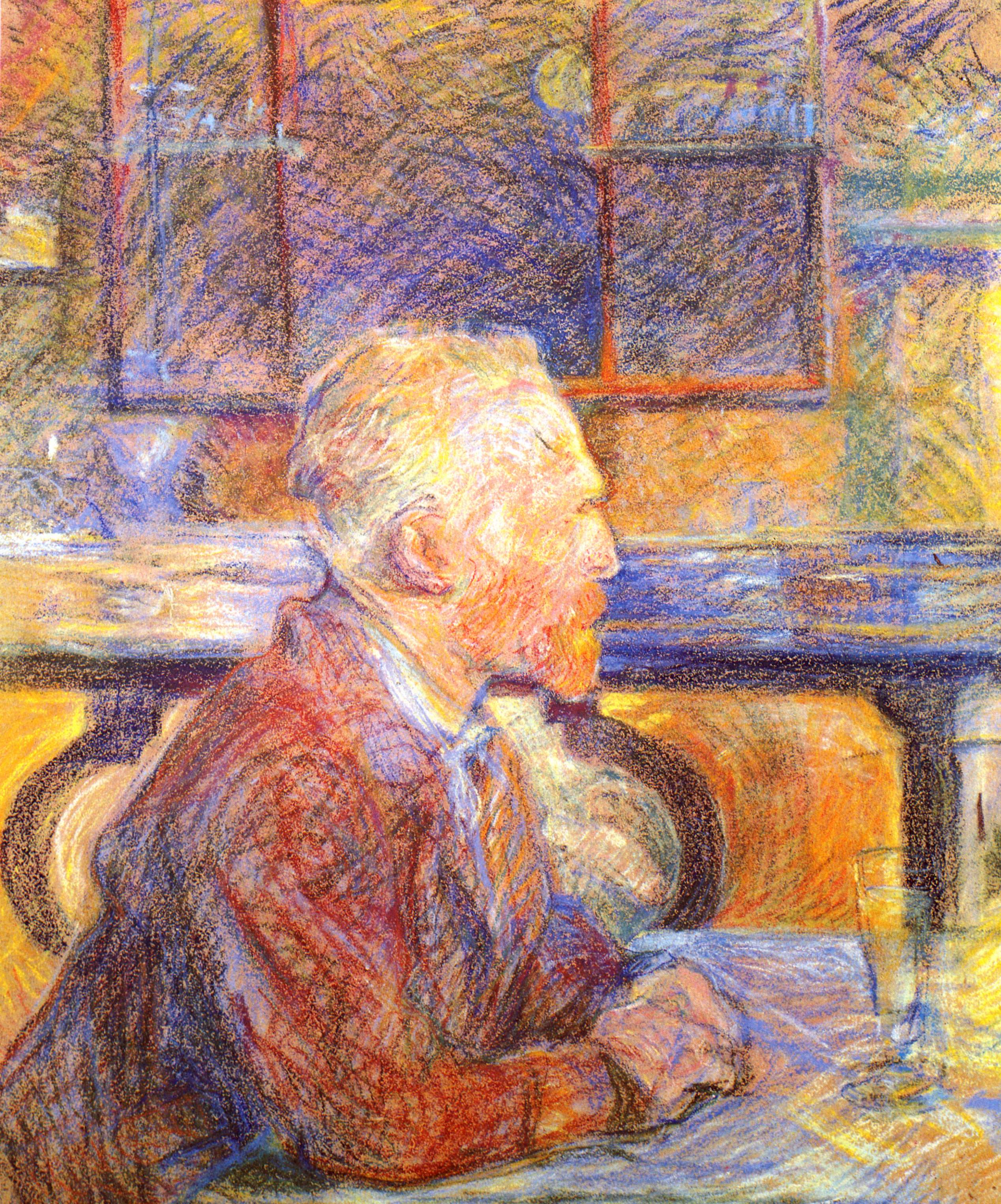
Toulouse-Lautrec: Retrat de Vincent Van Gogh